# Brahim Darri
Brahim Darri, né le 14 septembre 1994 à Amersfoort aux Pays-Bas, est un footballeur néerlando-marocain qui joue au poste d'ailier gauche au Fatih Karagümrük.
Il débute également une carrière de rappeur en 2017.

## Biographie

### En club
Lors de la saison 2016-2017, il joue un match en Ligue Europa avec le club de l'Heracles Almelo.

### En équipe nationale
Avec les moins de 19 ans, il participe au championnat d'Europe des moins de 19 ans en 2013. Lors de cette compétition, il joue deux matchs : contre la Lituanie, et le Portugal.
Il participe ensuite, avec les espoirs, au Tournoi de Toulon en 2015. Lors de cette compétition, il inscrit un but contre les États-Unis.

### Carrière musicale
En 2018, il réalise avec Ali B, Ahmed Chawqi et Soufiane Eddyani le tube Amsterdam Marrakech.